# 크리토사우루스
크리토사우루스(Kritosaurus)는 중생대 백악기 후기(8,300만년 전-7,200만년 전), 오늘날 남아메리카 대륙에 서식했던 초식공룡이다. 학명은 '작은 귀족 도마뱀' 또는 '고상한 도마뱀'이라는 의미를 갖고 있다. 몸 전체 길이는 약 9m, 높이는 3m, 체중은 3t가량에 달했을 것으로 추정된다.

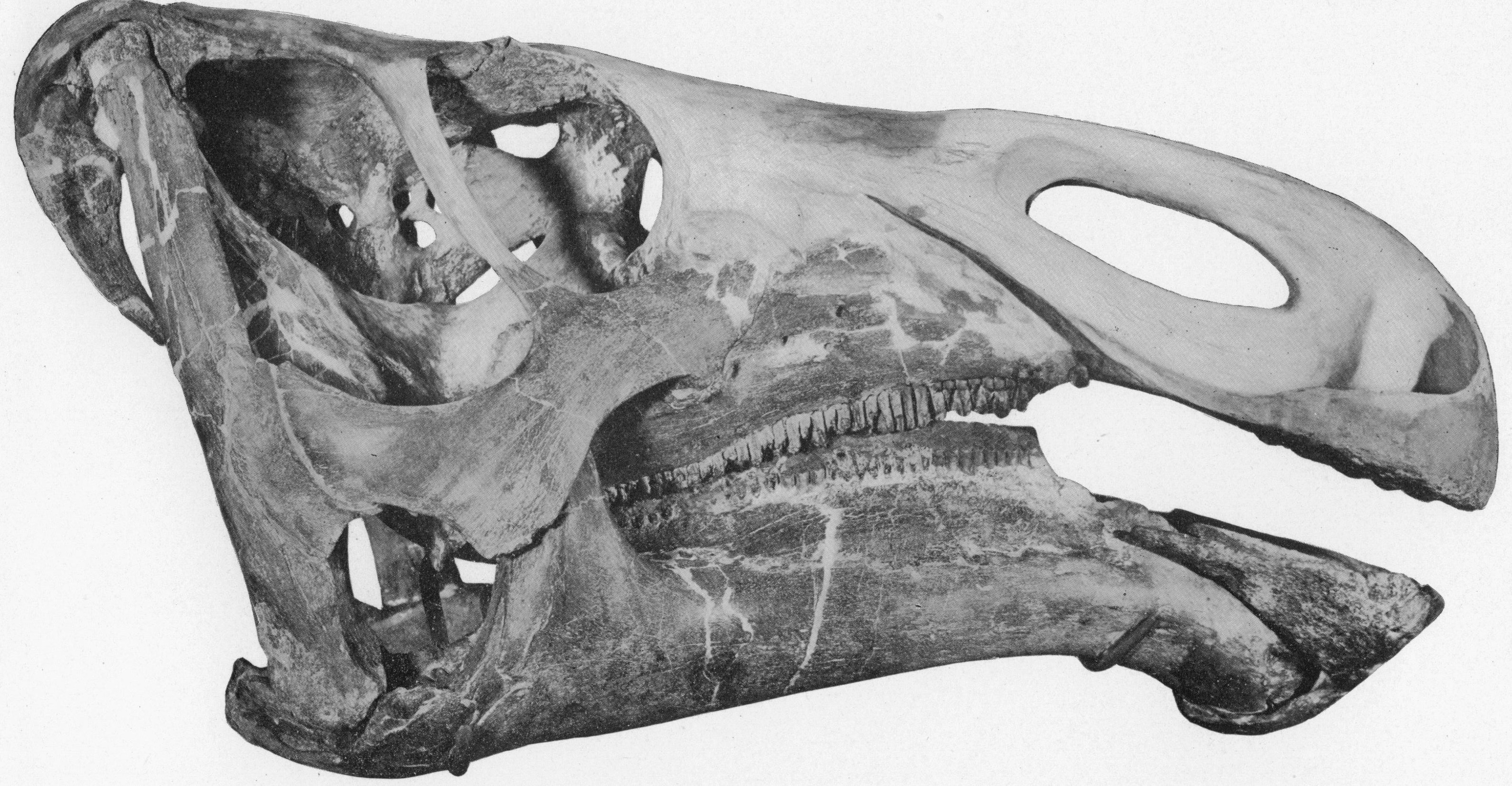
두개골
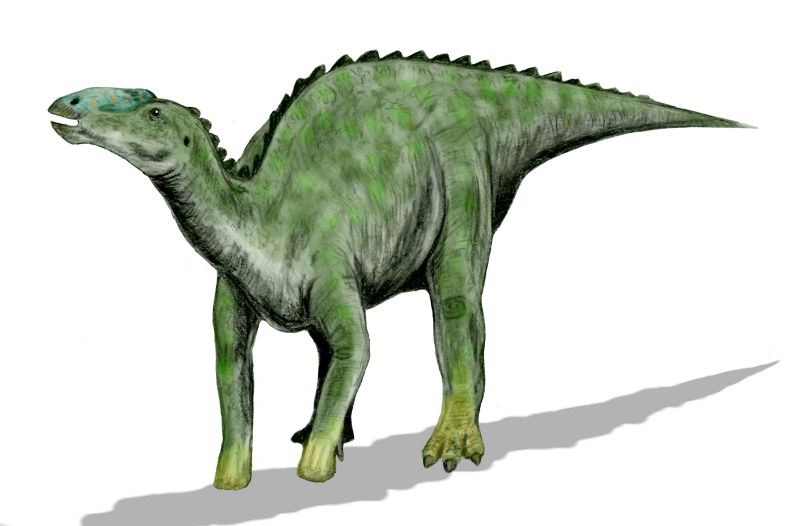
상상도